# B-tagging
Il b-tagging è l'insieme dei metodi utilizzati in fisica delle particelle per l'identificazione ("tagging", dall'inglese etichettare) dei jet adronici prodotti dall'adronizzazione di un quark bottom (anche detto quark b).

## Importanza
L'importanza del b-tagging è dovuta principalmente a due questioni: una corretta individuazione dei b-jet (jet prodotti dal quark b) permette di studiare la violazione di CP e di identificare alcune particelle che decadono in quark bottom.
Dallo studio dei mesoni B (mesoni contenenti quark b) si possono ricavare informazioni sulla violazione di CP: identificando correttamente i mesoni B all'interno del jet, è possibile osservare l'oscillazione dei mesoni B0 in mesoni anti-B0.
Alcune particelle pesanti (come il quark top e il bosone di Higgs) decadono frequentemente in quark bottom e/o quark antibottom. Identificare correttamente i jet prodotti dai quark bottom permette di riconoscere alcune particelle pesanti a partire dall'individuazione dei loro prodotti di decadimento.

## Metodi
I metodi utilizzati per il b-tagging si basano sulle proprietà che caratterizzano i jet originati dai quark b.

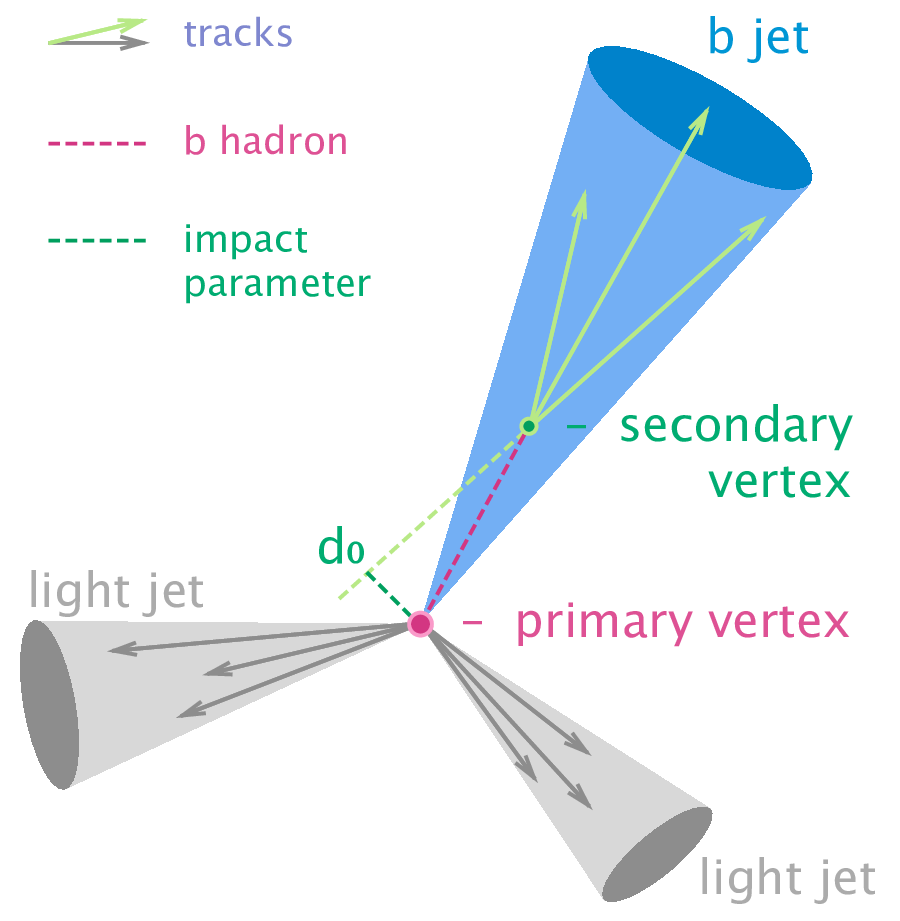
Diagramma che illustra l'identificazione di jet prodotti da mesoni B

Gli adroni che contengono quark bottom hanno una vita media sufficiente da percorrere una breve distanza prima di decadere. Diversamente dagli adroni originati dai quark leggeri (quark up, quark down, quark strange), che hanno tipicamente una vita media più lunga e riescono a percorrere distanze maggiori, gli adroni che contengono quark bottom decadono solitamente nelle regioni interne del rivelatore di particelle. L'inserimento di rivelatori di precisione (basati sulla tecnologia a semiconduttore) nella regione interna dei complessi apparati di rivelazione permette di identificare un vertice secondario a breve distanza dal punto in cui si è formato il quark bottom. Ricostruire le tracce delle particelle che si sono originate da un punto differente (vertice secondario) rispetto al punto in cui si è formato il quark bottom (vertice primario) è un chiaro indizio della presenza di un b-jet.
Il quark bottom è molto più pesante delle particelle in cui decade, per cui i suoi prodotti di decadimento tendono ad avere un alto valore di impulso trasverso (impulso perpendicolare alla direzione originale del quark bottom e del b-jet). Per questo motivo, i b-jet sono più ampi, hanno una maggiore molteplicità (numero di particelle costituenti il jet), maggiori masse invarianti e possono contenere leptoni di bassa energia con impulso perpendicolare al jet.  Queste caratteristiche sono tipiche dei b-jet e permettono quindi di distinguere i b-jet dagli altri jet.
Tuttavia nessuno dei metodi è in grado di identificare univocamente i jet formati da quark b, per cui gli esperimenti di fisica delle particelle studiano l'efficienza con cui vengono identificati i b-jet e l'efficienza con cui vengono erroneamente identificati gli altri jet.
Tecniche simili ma molto più complesse vengono utilizzate per l'individuazione di jet formati da quark charm (c-tagging), a causa della sua massa inferiore. Risulta invece impossibile identificare i jet formati da quark leggeri (quark up, quark down, quark strange) a causa della grande quantità di jet del QCD background.